# Geisfeld
Geisfeld ist eine Ortsgemeinde im Landkreis Trier-Saarburg in Rheinland-Pfalz. Sie gehört der Verbandsgemeinde Hermeskeil an.

## Geographie
Geisfeld liegt im Schwarzwälder Hochwald und im Naturpark Saar-Hunsrück. Zur Gemeinde gehören auch die Wohnplätze Birkenhof, Forsthaus Königsfeld, Simonsmühle (Geisfeldermühle) und Bauscheiderhof sowie die Straße „Haus Hellgott“, der ansonsten zu Hermeskeil gehörenden Ortschaft Abtei.

## Geschichte
Als „Gaurici campus“ (Feld des Gaugerich) gehörte der 883 erwähnte Ort dem Trierer Stift St. Paulin.
Bis zum Ende des 18. Jahrhunderts gehörte Geisfeld landesherrlich zum Kurfürstentum Trier und war dem Amt Grimburg zugeordnet. Innerhalb des Amtes war Geisfeld ein Zentgericht, das zur Pflege Reinsfeld gehörte. 1648 hatte der Ort zehn Feuerstellen.
Nach der Besetzung des Linken Rheinufers durch französische Revolutionstruppen (1794) gehörte Geisfeld von 1798 bis 1814 zum Kanton Hermeskeil im Saardepartement. Aufgrund der auf dem Wiener Kongress (1815) getroffenen Vereinbarungen kam die Region an das Königreich Preußen. Unter der preußischen Verwaltung war Geisfeld der Bürgermeisterei Hermeskeil im Landkreis Trier im neu eingerichteten Regierungsbezirk Trier zugeordnet, der von 1822 an zur Rheinprovinz gehörte.
Bevölkerungsentwicklung
Die Entwicklung der Einwohnerzahl von Geisfeld, die Werte von 1871 bis 1987 beruhen auf Volkszählungen:
| Jahr | Einwohner |
| ---- | --------- |
| 1815 | 339       |
| 1835 | 403       |
| 1871 | 403       |
| 1905 | 404       |
| 1939 | 481       |
| 1950 | 471       |
| 1961 | 523       |

| Jahr | Einwohner |
| ---- | --------- |
| 1970 | 563       |
| 1987 | 516       |
| 1997 | 547       |
| 2005 | 565       |
| 2011 | 545       |
| 2017 | 492       |
| 2024 | 473       |

## Politik

### Gemeinderat
Der Gemeinderat in Geisfeld besteht aus acht Ratsmitgliedern, die bei der Kommunalwahl am 9. Juni 2024 in einer Mehrheitswahl gewählt wurden, und dem ehrenamtlichen Ortsbürgermeister als Vorsitzendem.

### Bürgermeister
Theo Palm wurde im Frühjahr 1999 Ortsbürgermeister von Geisfeld. Bei der Direktwahl am 26. Mai 2019 wurde er mit einem Stimmenanteil von 80,33 % und am 9. Juni 2024 als einziger Bewerber mit 76,2 % jeweils für weitere fünf Jahre in seinem Amt bestätigt.

### Wappen
| Wappen von Geisfeld | Blasonierung: „Unter gestürzter und gekürzter silberner Spitze, darin eine rote Rose mit goldenem Samen und grünen Kelchblättern, in Grün ein oberhalbes, aus dem unteren Schildrand kommendes goldenes Rad, überhöht von einer goldenen Krone.“ |
| Wappen von Geisfeld | |

## Sehenswürdigkeiten
Die Kirche St. Maria Rosenkranzkönigin wurde basierend auf Plänen des Barockbaumeisters Balthasar Neumann in den Jahren 1753/54 erbaut und erhielt 1770/71 ihre Ausstattung. Turm und Sakristei einer älteren Kirche wurden in den Neubau integriert.
Siehe auch: Liste der Kulturdenkmäler in Geisfeld

## Verkehr
Der Bahnhof Geisfeld lag an der mittlerweile stillgelegten Hunsrückquerbahn.
Über das Tal des Rasbaches führte das Geisfelder/Rascheider Viadukt.